# Margherita Ferri
Margherita Ferri (Castel San Pietro Terme, 10 gennaio 1984) è una regista e sceneggiatrice italiana.

## Biografia
Margherita Ferri cresce a Imola, dove fin da giovanissima si dedica al teatro e al video e inizia a plasmare la sua poetica sulla provincia italiana. Si iscrive a Scienze della Comunicazione all'Università di Bologna e vince una borsa di studio per frequentare un anno presso la scuola di cinema della UCLA, dove inizia la propria formazione cinematografica. Nel 2011, consegue il diploma in regia al Centro Sperimentale di Cinematografia di Roma, dove segue, tra le altre, le lezioni di Paolo Sorrentino e Marco Bellocchio.
Matura il suo interesse per il cinema sin da giovanissima, iniziando a realizzare cortometraggi come Violacielo, selezionato a Cinemavvenire, Ramiro, menzione speciale Festival di Fano 2006, 20 mg, nella selezione ufficiale del Festival di Bellaria e il cortometraggio in pellicola 35mm AIKO. Durante gli anni di formazione, lavora come filmmaker e assistente alla regia, e continua a girare cortometraggi, tra cui il corto documentario Quel treno speciale per Pechino, racconto del suo viaggio in transiberiana su un treno con oltre duecento italiani, tra cui ottanta utenti dei servizi con disabilità mentale.
Margherita Ferri è anche curatrice della sezione Cinema e Soggettiva cinema del festival Gender Bender nel 2007 e nel 2008. Nel 2008, firma inoltre la sceneggiatura e la regia del documentario Under my Skin, progetto finalista al Premio Solinas, Documentari per il cinema 2008.
Nel 2013, firma la regia del documentario Generazione d'azzardo ed è una dei creatori e registi di Status, web serie prodotta dal Milano Film Festival nel 2014, vincitrice del concorso Are you series.
Successivamente, tra il 2015 e il 2016, si dedica a diversi branded content e spot, tra gli altri per Scrambler Ducati e Coop Alleanza 3.0, e lavora come videomaker e regista per programmi televisivi come 16 anni e incinta e Chiedi a papà. Nel 2016 scrive anche una serie documentaria branded content per il Fimmaster Dubai e il network MBC sulle donne che lottano per il cambiamento sociale nei paesi arabi.
Nel 2017, firma la regia del corto documentario Odio il rosa!, il ritratto di una famiglia post-moderna, in cui la regista inizia a indagare il tema dell'identità di genere, che svilupperà meglio nel suo primo lungometraggio. Il corto viene accolto positivamente dalla critica e selezionato in 30 festival in Italia e all'estero.
Nel 2018 vede la luce il suo lungometraggio d'esordio Zen sul ghiaccio sottile, vincitore della 6^ edizione del Biennale College Cinema, in cui la regista torna a indagare i temi dell'adolescenza, del bullismo e dell'identità di genere. Il soggetto del film aveva già vinto una menzione al Premio Solinas – Storie per il Cinema 2013. Il film viene presentato in anteprima alla 75ª Mostra internazionale d'arte cinematografica di Venezia il 1º settembre 2018 e successivamente proiettato ad Alice nella città, nella sezione Panorama Italia.
Come sceneggiatrice, assieme a Lucio Besana e Roberto de Feo, vince una menzione speciale al Premio Tonino Guerra 2015 con il film The Nest prodotto poi da Colorado Film con la regia di Roberto De Feo e presentato al 72° Festival del Cinema di Locarno nel 2019.
Nel 2020 dirige due puntate della serie originale Netflix ZERO e gira Capitan Didier, un cortometraggio per Emergency prodotto da Groenlandia Film e RAI Cinema, che riceve una menzione speciale ai Nastri d'Argento 2022. Nel 2021 inizia una collaborazione come regista con Amazon Prime Video dirigendo due puntate della serie originale Bang Bang Baby. L'anno successivo dirige il film documentario Wanda Ferragamo della serie di Rai 3 Illuminate. Nel 2023 esce in tutto il mondo la serie teen comedy in lingua inglese Home Sweet Rome, prodotta da HBO Max, di cui dirige tre episodi.
Collabora inoltre con la Cineteca di Bologna e dirige vari film commercial destinati alla TV nazionale per Barilla – Mulino Bianco durante il 2023.
Nel 2024, firma la regia del documentario Cerchi, realizzato per la Fondazione emiliano romagnola per le vittime di reato e presentato in anteprima al Biografilm Festival di Bologna.
Il 24 ottobre dello stesso anno, al Festival del Cinema di Roma viene presentato il suo secondo lungometraggio, Il ragazzo dai pantaloni rosa, ispirato alla vera storia di Andrea Spezzacatena, quindicenne vittima di cyberbullismo, che si tolse la vita a Roma il 20 novembre 2012.

## Riconoscimenti parziali
2022 – Menzione speciale ai Nastri d'Argento per il cortometraggio Capitan Didier.
2022 – Candidatura alla migliore serie al Festival di Cannes – Cannes Series per la serie Bang Bang Baby
2019 – Candidatura al miglior regista esordiente per il Nastro d'Argento.
2019 – Candidatura alla migliore opera prima per il Premio Mario Verdone per Zen sul ghiaccio sottile.
2019 – Menzione speciale migliore opera prima Frameline – San Francisco International LGBTQ Film Festival, con Zen sul ghiaccio sottile.
2019 – Vincitrice per il miglior film al BUFF – International Film Festival, Malmo col film Zen sul ghiaccio sottile.
2018 – Vincitrice della 6° edizione di Biennale College Cinema con il progetto per il film Zen sul ghiaccio sottile.
2013 – Menzione speciale miglior soggetto Premio Solinas – Storie per il Cinema col soggetto: Zen sul ghiaccio sottile.

## Filmografia parziale

### Cinema
- Zen sul ghiaccio sottile – sceneggiatura e regia (2019)
- The Nest – sceneggiatura (2019)
- Il ragazzo dai pantaloni rosa – regia (2024)

### Cortometraggi
- Violacielo (2004) – sceneggiatura e regia
- Ramiro (2005) – sceneggiatura e regia
- 20 mg (2006) – sceneggiatura e regia
- 1-800-CALL-GOD (2006) – sceneggiatura e regia
- AIKO (2008) – sceneggiatura e regia
- Quel treno speciale per Pechino (2008) – sceneggiatura e regia
- Under My Skin (2008) – sceneggiatura e regia
- Rambo e Milena (2009) – sceneggiatura e regia
- Odio il rosa! (2017) – sceneggiatura e regia
- Capitan Didier (2021) – regia

### Serie TV e web serie
- Status, web serie (2014)
- Zero – regia episodi 4 e 5 (2020)
- Bang Bang Baby – regia episodi 5 e 6 (2021)
- Home Sweet Rome – regia episodi 4, 5 e 10 (2022)

### Televisione
- 16 anni e incinta (2015)
- Chiedi a Papà (2016)
- Maggi Diaries (2016)
- Le Ragazze (2019)
- Illuminate – Wanda Ferragamo (2022)

### Documentari
- Dov'è l'elefante (2010) – sceneggiatura e regia
- Generazione d'azzardo (2013) – sceneggiatura e regia
- Cerchi (2024) – sceneggiatura e regia